# あっぱれ!瞬間積極剤
『あっぱれ!瞬間積極剤』（あっぱれ!しゅんかんせっきょくざい）は、かと*ふくの1枚目のシングル。2012年2月8日にDIVE II entertainmentから発売された。

## 概要
かと*ふくのデビューシングルである。2枚目のシングルである『WONDERFULER』と同時にリリースされた。BSフジで放送されていた『アドリブアニメ研究所』のオープニングテーマに起用されていた。
CD+DVD盤の形態でリリースされており、DVDには「アドリブアニメOP映像」と「アドリブ裏トーク第一回戦」が収録されている。
ジャケットには、かと*ふくでの加藤英美里のイメージカラーであるピンクの髪の女の子が描かれている。

## シングル収録内容
| #         | タイトル                              | 作詞             | 作曲・編曲 | 時間  |
| --------- | ------------------------------------- | ---------------- | ---------- | ----- |
| 1.        | 「あっぱれ!瞬間積極剤」               | 畑亜貴           | 田中秀和   | 4:11  |
| 2.        | 「next to you」                       | ヤスカワショウゴ | 永谷喬夫   | 3:48  |
| 3.        | 「あっぱれ!瞬間積極剤」(Instrumental) |                  |            | 4:10  |
| 4.        | 「next to you」(Instrumental)         |                  |            | 3:45  |
| 合計時間: | 合計時間:                             | 合計時間:        | 合計時間:  | 15:54 |

| #  | タイトル                     | 作詞 | 作曲・編曲 |
| -- | ---------------------------- | ---- | ---------- |
| 1. | 「アドリブアニメOP映像」     |      |            |
| 2. | 「アドリブ裏トーク第一回戦」 |      |            |